# Uchi Mata

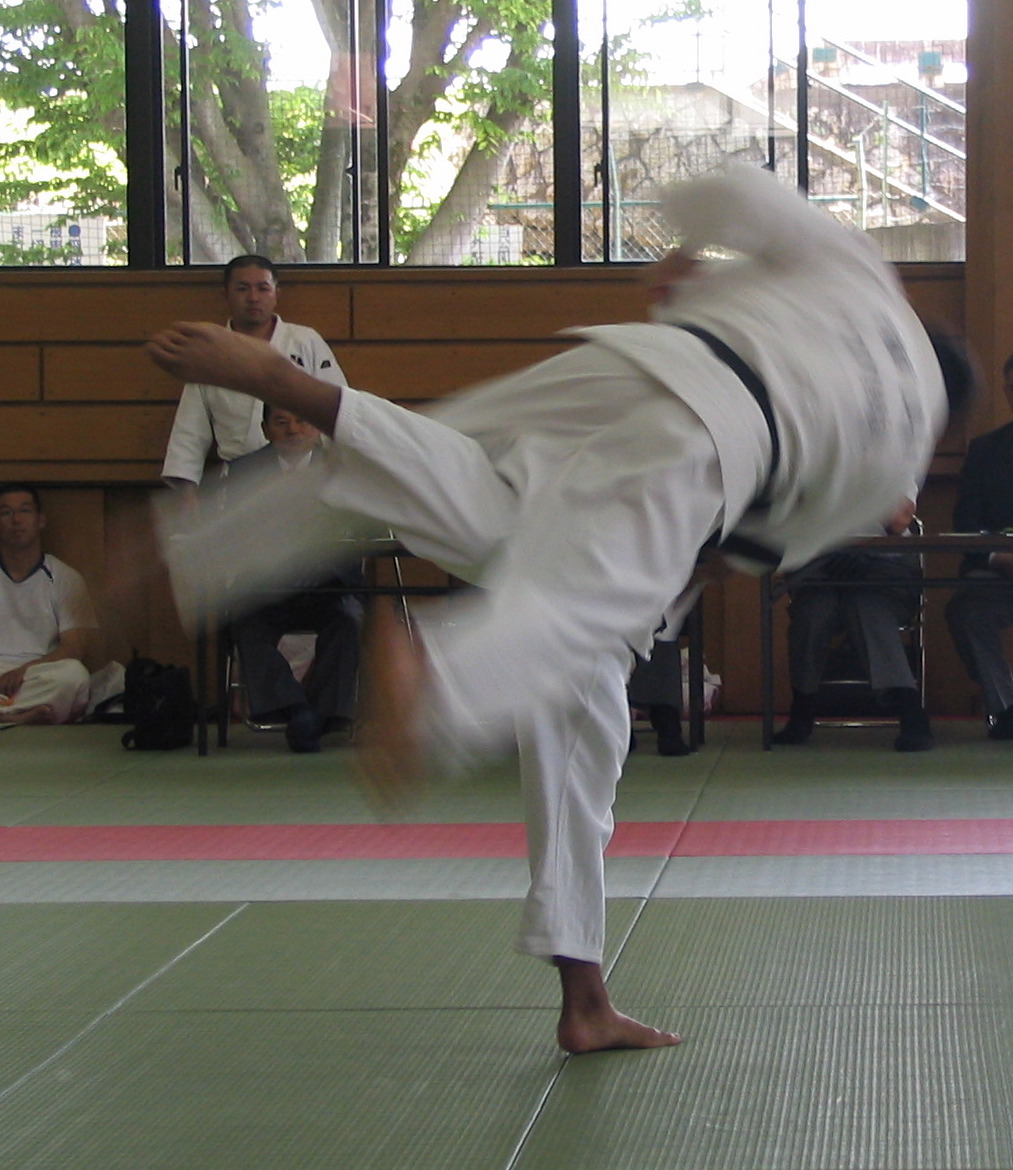
Uchi mata

Uchi Mata (内股, letteralmente: interno coscia) è la tecnica numero 16 del Gokyo, è una tecnica di gamba che con il passare del tempo si è evoluta in una nuova forma eseguibile con l'anca. Uchi-mata (insieme alle sue varianti) è una delle tecniche più usate durante le gare a livello professionistico grazie alla sua particolare efficacia.

## Esecuzione
Uchi Mata viene effettuata in situazioni di squilibrio in avanti a destra. La gamba sinistra di Tori descrive un semicerchio e si posiziona dietro al suo piede destro. Contemporaneamente Tori effettua una trazione con la mano destra sul bavero sinistro di Uke con il polso rivolto con il dorso in alto e il gomito a contatto col corpo del compagno. Movimento naturale e successivo di colui che subisce la tecnica è quello di portare il peso del corpo sulla gamba sinistra che sta avanti. Tori tira, allora, vigorosamente la manica destra e gira il dorso irrigidendo completamente la parte destra del corpo (dalla spalla alla caviglia). Colui che attacca, si china fino a toccare col centro del torace il ginocchio sinistro. La parte posteriore della coscia destra di Tori colpisce la parte interna della coscia sinistra dell'avversario causandone la caduta.

## Successioni, contraccolpi e varianti
La tecnica sembra necessitare di una gran forza e viene per questo generalmente accostata a Judoka di grande taglia. La stessa, si rivela molto versatile, invece, nella variante Kenken-Uchi-Mata ("Kenken": saltello) che consente anche a judoisti di piccola costituzione di sfruttarla. Fra le possibili successioni ci sono il Seoi-nage (con interruzione della falciata) e il Tai-otoshi (la falciata prosegue poggiando la gamba a terra). Raro, ma possibile, l'attacco successivo in Kata-guruma. Fra i possibili contraccolpi ci sono, invece, Sumi-otoshi, Tai-otoshi e Ushiro-goshi.